# Meurtre par téléphone
Pour plus de détails, voir Fiche technique et Distribution.
Meurtre par téléphone (Murder by Phone) est un film canadien réalisé par Michael Anderson, sorti en 1982.

## Fiche technique
- Titre original : Murder by Phone
- Titre français : Meurtre par téléphone
- Réalisation : Michael Anderson
- Scénario : Michael Butler, Dennis Shryack, John Kent Harrison, George Armondo et James Whiton
- Photographie : Reginald H. Morris (en)
- Musique : John Barry
- Pays de production : Canada
- Format : Couleurs - Mono
- Genre : horreur
- Durée : 95 minutes
- Date de sortie : 1982

## Distribution
- Richard Chamberlain : Nat Bridger
- John Houseman : Stanley Markowitz
- Sara Botsford : Ridley Taylor
- Robin Gammell (en) : Noah Clayton
- Gary Reineke : Lieutenant Meara
- Barry Morse : Fred Waites
- Alan Scarfe : John Websole
- James B. Douglas : Jack Gilsdorf
- Ken Pogue : Fil Thorner
- Neil Munro : Winters
- Jefferson Mappin : Photographe
- Tom Butler : Détective Tamblyn
- Colin Fox : Dr Alderman
- Luba Goy : Beth Freemantle
- Lenore Zann : Connie Lawson
- Clare Coulter : Bag Lady
- Angus MacInnes : Garde
- Neil Affleck